# Madeleine Eggendorffer

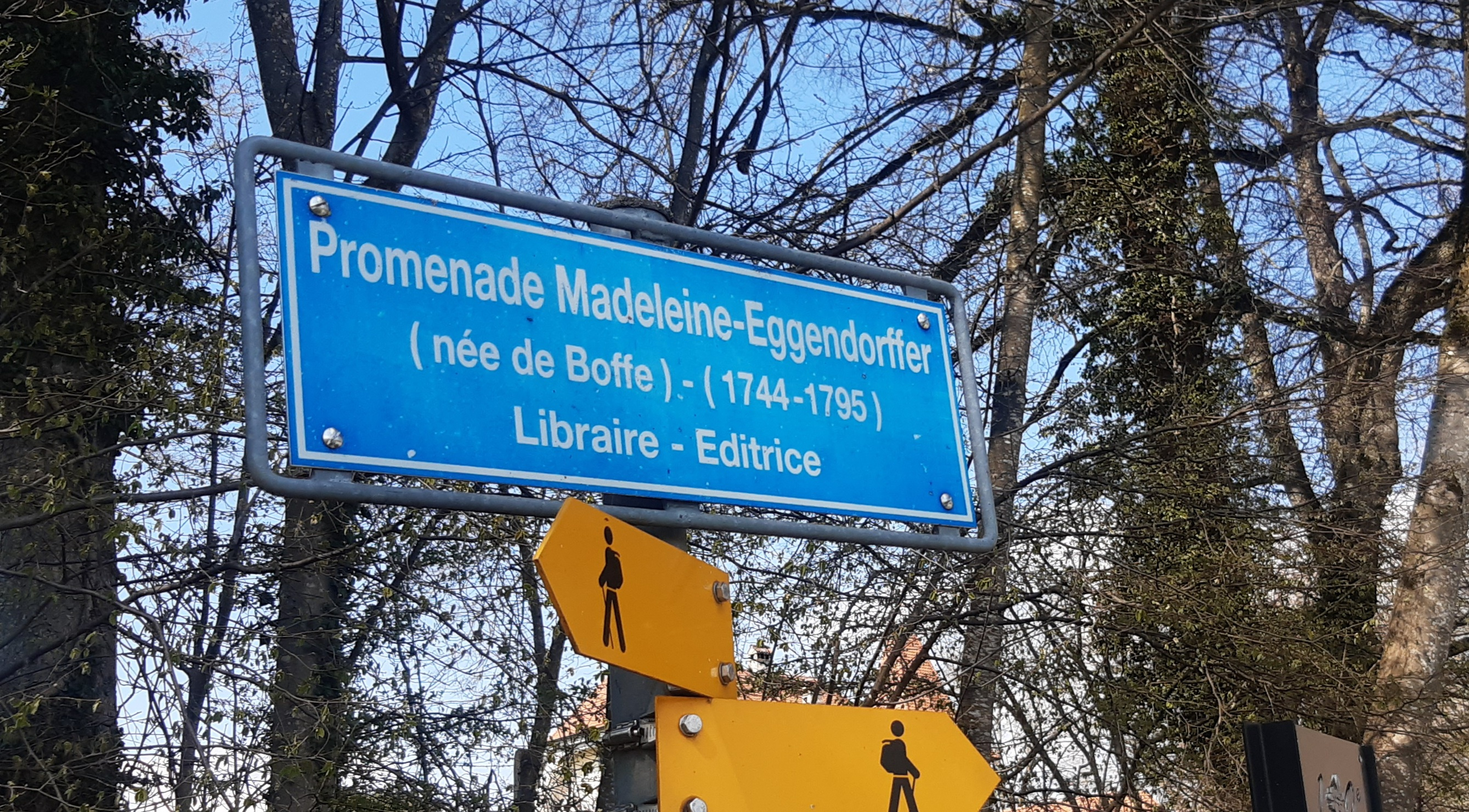
Schild zur "Promenade Madeleine Eggendorffer" in Bourguillon

Madeleine Eggendorffer-de Boffe (* 30. Juni 1744 in Freiburg im Üechtland; † 27. September 1795 ebenda; heimatberechtigt ebenda) war eine Schweizer Verlegerin und Buchhändlerin aus dem Kanton Freiburg.

## Leben
Madeleine de Boffe war eine Tochter von Jean-Charles de Boffe und der Freiburgerin Anne-Marie Jordan. Ihr Vater war Buchhändler und Buchbinder. Er stammte aus dem nordfranzösischen Artois und hatte sich in Freiburg niedergelassen. Sie heiratete Claude Sobez aus Lothringen. Dieser verstarb 1764. Eine zweite Ehe ging sie im Jahr 1769 mit Ludwig Wilhelm Eggendorffer, Buchbinder aus Graz, ein.
Nach dem Tod ihres Vaters im Jahr 1769 führte Eggendorffer dessen Buchhandlung zunächst gemeinsam mit ihrem Bruder. Das Unternehmen ging jedoch bereits 1771 in Konkurs. Sie kaufte das Geschäft teilweise zurück. Von 1771 bis 1795 leitete sie mit der Unterstützung ihres Mannes erfolgreich die einzige Buchhandlung Freiburgs. Zugleich brachte sie vier Kinder zur Welt.
Eggendorffer besuchte die Messen von Bern und unterhielt regelmässigen Kontakt mit schweizerischen Buchhändlern, vor allem mit der Neuenburger Société typographique. Ebenfalls war sie mit französischen Buchhändlern in Lyon und Paris vernetzt. Sie verlegte zahlreiche Werke, u. a. im Jahr 1788 die achtbändige Histoire militaire et diplomatique de la Suisse von Beat Emanuel von May, genannt von Romainmôtier.
1998 wurde in Bürglen die Promenade Madeleine-Eggendorffer nach ihr benannt.